# Намбу Тип 14
Намбу Тип 14 (яп. 十四年式拳銃) — японский пистолет, разработанный в 1925 году на основе конструкции пистолета Намбу «тип 4».
Пистолеты Намбу являлись основным личным оружием японской Императорской армии 1920—1940-х годов, они выпускались вплоть до окончания Второй Мировой войны. По внешнему дизайну пистолет имел сходство с пистолетом «Парабеллум».

## История
В 1914 году (четвёртом году эры Тайсё по японскому летоисчислению) группой оружейников под руководством генерала Кидзиро Намбу был сконструирован пистолет Намбу «тип 4» (Намбу «А»).
Серийное производство пистолета было налажено в Токио, а в 1927 году — в Нагойе.
В дальнейшем, на основе конструкции пистолета Намбу «тип 4» были разработаны пистолеты Намбу «тип 14» обр.1925 г. и Намбу обр.1932/1934 гг, а также малокалиберный спортивный пистолет Ruger Standard. Намбу Тип 14 официально приняли на вооружение, а в 1927 году он стал доступен для приобретения японскими офицерами на личные средства.
Некоторое количество трофейных пистолетов этой модели было ввезено в США во время Второй мировой войны и после её окончания, однако уже к 1954 году запасы пригодных для стрельбы японских 8-мм пистолетных патронов в США сократились. В результате, осенью 1955 года оружейной фирмой в Чикаго была освоена переделка этих пистолетов под патрон .38 Smith & Wesson (для этого ствол пистолета заменяли на 9-мм ствол от револьвера Colt Police Positive).

## Описание
Пистолет Тип 14 построен на основе автоматики с коротким ходом ствола. Запирание осуществляется отдельной боевой личинкой, расположенной под стволом и качающейся в вертикальной плоскости при взаимодействии с неподвижной рамкой пистолета. Рамка состоит из двух разъёмных частей — основания и спусковой скобы. На рамке крепится ствольная коробка со стволом. Затвор расположен внутри подвижной ствольной коробки, выполненной зацело со стволом, и в закрытом состоянии из ствольной коробки сзади выступает лишь насечённая круглая головка затвора, за которую производится его взведение.
Затвор имеет две симметрично расположенных по бокам возвратных пружины (в отличие от пистолета Намбу Тип 4, в котором пружина была одна и располагалась асимметрично). Ударно-спусковой механизм ударниковый, одинарного действия, с неавтоматическим предохранителем на левой стороне рамки над спусковой скобой. Во включённом положении предохранитель блокирует спусковой крючок и ствольную коробку с затвором. Пистолет оснащён автоматическим магазинным предохранителем, блокирующим ударно-спусковой механизм при отсутствии магазина в рукоятке. Магазин однорядный, на 8 патронов, его защёлка расположена позади спусковой скобы на рукоятке. По израсходовании всех патронов в магазине его подаватель фиксировал затвор в открытом положении, однако из-за отсутствия затворной задержки как отдельной детали при извлечении пустого магазина затвор сразу же закрывался. Прицельные приспособления нерегулируемые. Сзади на рамке, над рукояткой, расположена петля для пистолетного ремня.

## Зимний вариант 1939 года
Особого внимания заслуживают усовершенствования, произведённые в конструкции пистолета в 1939 году фирмой Toriimatsu. Рекламации, поступавшие из войск, находившихся в холодном климате Маньчжурии, говорили о том, что офицеры, носившие зимой толстые перчатки, часто не имели оперативного доступа к оружию, так как надетая на руку перчатка полностью перекрывала скобу курка. После активной боевой кампании на Халхин-Голе, где японские войска часто атаковали ночью — было начато производство пистолетов с удлинённой зимней спусковой скобой. В 1940 году на том же заводе была добавлена пружинка в передней нижней части рукоятки, служившая для удержания магазина на месте. Также была изменена гайка затвора; со спиральной формы (которая часто цеплялась за элементы обмундирования) на цилиндрическую без вырезов. Ствол пистолета был укорочен до 65 мм для того, чтобы его было возможно быстрее выхватывать из кобуры и он ни за что не цеплялся.